# العلاقات الأنغولية المغربية
العلاقات الأنغولية المغربية هي العلاقات الثنائية التي تجمع بين أنغولا والمغرب.

## مقارنة بين البلدين
هذه مقارنة عامة ومرجعية للدولتين:
| وجه المقارنة                                              | أنغولا           | المغرب                                 |
| --------------------------------------------------------- | ---------------- | -------------------------------------- |
| المساحة (كم2)                                             | 1.25 مليون       | 710.85 ألف                             |
| عدد السكان (نسمة)                                         | 29.78 مليون      | 36.07 مليون                            |
| الكثافة السكانية (ن./كم²)                                 | 23.82            | 50.74                                  |
| العاصمة                                                   | لواندا           | الرباط                                 |
| اللغة الرسمية                                             | اللغة البرتغالية | اللغة العربية، أمازيغية معيارية مغربية |
| العملة                                                    | كوانزا أنغولي    | درهم مغربي                             |
| الناتج المحلي الإجمالي (بليون دولار)                      | 124.21 مليار     | 109.14 مليار                           |
| الناتج المحلي الإجمالي (تعادل القوة الشرائية) بليون دولار | 184.83 مليار     | 274.06 مليار                           |
| الناتج المحلي الإجمالي الاسمي للفرد دولار أمريكي          | 4.10 ألف         | 2.88 ألف                               |
| الناتج المحلي الإجمالي للفرد دولار أمريكي                 |                  | 7.49 ألف                               |
| مؤشر التنمية البشرية                                      | 0.533            | 0.628                                  |
| رمز المكالمات الدولي                                      | +244             | +212                                   |
| رمز الإنترنت                                              | .ao              | .ma                                    |
| المنطقة الزمنية                                           | ت ع م+01:00      | ت ع م+01:00                            |

## منظمات دولية مشتركة
يشترك البلدان في عضوية مجموعة من المنظمات الدولية، منها:
| علم المنظمة | اسم المنظمة                        | تاريخ انضمام أنغولا | تاريخ انضمام المغرب |
| ----------- | ---------------------------------- | ------------------- | ------------------- |
|             | البنك الإفريقي للتنمية             | ?                   | ?                   |
|             | الاتحاد الأفريقي                   | 11 فبراير 1979      | ?                   |
|             | منظمة التجارة العالمية             | ?                   | 1995                |
|             | منظمة الشرطة الجنائية الدولية      | ?                   | ?                   |
|             | منظمة حظر الأسلحة الكيميائية       | ?                   | ?                   |
|             | مؤسسة التمويل الدولية              | 19 سبتمبر 1989      | 30 أغسطس 1962       |
|             | يونسكو                             | 11 مارس 1977        | 7 نوفمبر 1956       |
|             | البنك الدولي للإنشاء والتعمير      | 19 سبتمبر 1989      | 25 أبريل 1958       |
|             | مؤسسة التنمية الدولية              | 19 سبتمبر 1989      | 29 ديسمبر 1960      |
|             | الأمم المتحدة                      | 1 ديسمبر 1976       | 12 نوفمبر 1956      |
|             | وكالة ضمان الاستثمار متعدد الأطراف | 19 سبتمبر 1989      | 17 سبتمبر 1992      |
|             | الاتحاد الدولي للاتصالات           | 13 أكتوبر 1976      | 1 نوفمبر 1956       |
|             | الاتحاد البريدي العالمي            | ?                   | ?                   |

## وصلات خارجية
- موقع وزارة الخارجية الأنغولية
- موقع وزارة الخارجية المغربية